# Thomastown (Victoria)
Thomastown is een voorstad van Melbourne in de Australische deelstaat Victoria. Bij de telling van 2016 had Thomastown 20.523 inwoners.